# 大滝村 (北海道)
大滝村（おおたきむら）は、かつて北海道の南西部に位置していた村である。現在は伊達市になっている。村名は、村の名所である三階滝に由来した。
伊達市と合併協議を進めた結果合意に至り、両自治体は2005年3月24日、合併申請書を提出し、2006年3月1日に伊達市へ編入された。壮瞥町を間に挟むため、飛地となる。大滝村区域は、伊達市の地域自治区「大滝区」となった。

## 地理
- 周囲を山に囲まれ、寒冷な気候で積雪が多く、特別豪雪地帯である。
- 人口の大半は、長流川沿いの北湯沢温泉町・優徳町・本郷・本町地区に居住する。
- 北湯沢温泉・ホロホロ山（1,322m）・徳舜瞥山（1,309m）周辺は、支笏洞爺国立公園に指定されている。
- 昭園・上野・円山・三階滝地区には、台地状の土地が広がっている。
- 長流川沿いは、平地が少ない。

### 隣接していた自治体
胆振支庁（改組後は胆振総合振興局）
- 白老郡：白老町
- 有珠郡：壮瞥町
- 虻田郡：洞爺村（現洞爺湖町）

後志支庁（改組後は後志総合振興局）
- 虻田郡：喜茂別町、留寿都村

石狩支庁（改組後は石狩振興局）
- 札幌市、千歳市

## 歴史
- 1894年 最初の入植者が優徳に入る（開基）。
- 1915年4月 有珠郡壮瞥村より分村。徳舜瞥（とくしゅんべつ）村と称する。
- 1919年4月1日 - 北海道二級町村制施行に伴い、徳舜瞥村（二級村、単独村制）が発足[1]。
- 1950年9月 村名を大滝村と改称[1]。
- 1999年 大阪府枚方市と市民交流都市宣言。
- 2006年3月1日 伊達市に編入。

## 町名
- 1942年(昭和17年)1月1日に字名改正が実施され、小字が廃止され大字と小字の中間的な｢字｣が設置された。
- また、1968年(昭和43年)2月1日と1980年(昭和60年)5月1日にそれぞれ字名及び字区域の変更が行われた。
- 2006年の合併の際に、字名に｢大滝区｣を冠し、語尾に｢町｣を付けた。(例:有珠郡大滝村字本郷→伊達市大滝区本郷町)

### 1942年の字名改正
| 実施後 | 実施前                                                                           |
| ------ | -------------------------------------------------------------------------------- |
| 字昭園 | 字トクシュンベツ、ユーエンコロクシュベツ、カバユサンナイ                         |
| 字湯沢 | 字長流川上流、長流川上流原野、トクシュンベツ、カバユサンナイ                     |
| 字優徳 | 字長流川上流、長流川上流原野、トクシュンベツ                                     |
| 字円山 | 字長流川上流、長流川上流原野、トクシュンベツ、ユーエンコロクシュベツ             |
| 字本郷 | 字本郷、長流川上流、長流川上流原野                                               |
| 字上野 | 字長流川上流、長流川上流原野                                                     |
| 字大滝 | 字長流川上流、長流川上流原野、トクシュンベツ                                     |
| 字清原 | 字上シリベツ、シリベツ、オロウエンシリベツ、オロウエンシリベツ原野               |
| 字宮城 | 字上シリベツ、上シリベツ原野、オロウエンシリベツ、オロウエンシリベツ原野         |
| 字豊里 | 字シリベツ、オロウエンシリベツ、オロウエンシリベツ原野                           |
| 字愛地 | 字上シリベツ、シリベツ原野、シリベツ、ソーケシュオマベツ、ソーケシュオマベツ原野 |

### その後の字区域の変更
| 実施後                             | 実施日       | 実施前（各町名ともその一部）     |
| ---------------------------------- | ------------ | -------------------------------- |
| 字本町(新設)                       | 1968年2月1日 | 字本郷の一部                     |
| 字北湯沢温泉町(区域変更、名称変更) | 1968年2月1日 | 字湯沢の全部、字昭園、優徳の一部 |
| 字円山(区域変更)                   | 1968年2月1日 | 字円山の全部、字昭園の一部       |
| 字清陵(新設)                       | 1968年2月1日 | 字大滝、清原の各一部             |
| 字三階滝(名称変更)                 | 1968年2月1日 | 字大滝の全部                     |
| 字優徳町(名称変更)                 | 1980年5月1日 | 字優徳                           |

- 大滝村史には字大成の記述無し。

## 経済・産業
- かつて上野地区には日鉄鉱業徳舜瞥鉱山があって、鉄・硫黄を産出した。1971年3月に閉山した。
- 北湯沢温泉を中心とした観光や、キノコ栽培が有名である。

## 姉妹都市・提携都市
- レイク・カウチン町（カナダ・ブリティッシュコロンビア州）
  - 1989年10月8日姉妹提携
- 枚方市（大阪府）
  - 1999年7月市民交流都市宣言

## 教育
中学校
- 大滝中学校

小学校
- 大滝小学校

## 交通

### 鉄道
- 村内を鉄道路線は通っていない。最寄り駅は、JR北海道室蘭本線伊達紋別駅。
- 以前は国鉄胆振線があった（1986年11月廃止）。北湯沢駅から新大滝駅までの廃線跡は整備され、サイクリングロード・遊歩道「平成ふるさとの道」となった。

### バス路線
- 上記の胆振線廃止後、代替となるバス路線（道南バス）が伊達紋別駅と倶知安駅の間で設定された。伊達市との合併後の2022年10月には全区間を通す便が廃止され伊達紋別駅と大滝本町東団地間の運行となった。

### 道路
一般国道
- 国道276号
- 国道453号

都道府県道
- 北海道道86号白老大滝線
- 北海道道695号清原喜茂別線

道の駅
- フォーレスト276大滝（2022年1月31日付で登録抹消）

## 名所・旧跡・観光スポット・祭事・催事
- 北湯沢温泉
- 三階滝
- 渓流まつり
- おおたき国際スキーマラソン大会

## 出身有名人
- 斉藤竜明（シンガーソングライター）